# كأس العالم لكرة الطائرة للسيدات 1989
كأس العالم لكرة الطائرة للسيدات 1989 هو الموسم 5 من  كأس العالم لكرة الطائرة للسيدات ‏. أشرف على تنظيمه الاتحاد الدولي للكرة الطائرة، وكان عدد الأندية المشاركة فيه  8، وفاز فيه منتخب كوبا الوطني لكرة الطائرة للنساء.